# Рудницький Сергій Миколайович
Сергі́й Микола́йович Рудни́цький — головний сержант Збройних сил України, учасник російсько-української війни, що відзначився під час російського вторгнення в Україну в 2022 році.

## Життєпис
Сергій Рудницький народився 2 січня 1978 року в селищі Онуфріївці (з 2020 року — Онуфріївської селищної громади Олександрійського району) Кіровоградської області. Після закінчення 9 класів Онуфріївської загальноосвітньої школи вступив до Бобринецького сільськогосподарського технікуму імені В. Порика. Потім навчався в Харківському національному аграрному університеті імені В. В. Докучаєва на факультеті захисту рослин. З початком війни на сході України в 2014 році ніс військову службу у добровольчому батальйоні патрульної служби поліції особливого призначення «Кіровоград». На початку 2015 року мобілізований до лав ЗСУ в складі 90-го окремого аеромобільного батальйону 81-ї окремої аеромобільної бригади десантно-штурмових військ, брав участь в АТО на сході України. Обіймав посади навідника, командира відділення аеромобільного десантного взводу. У 2016 році зазнав поранення, але продовжив службу за контрактом. Сергій Рудницький нагороджений відзнакою Президента України «За участь в АТО» та грамотою до неї. З початком повномасштабного російського вторгнення в Україну був мобілізований та перебував на передовій. Указом Президента України від 5 квітня 2022 року був нагороджений орденом «За мужність» ІІІ ступеня. Брав участь у боях на Луганщині. Обіймав посаду головного сержанта роти вогневої підтримки. Під час чергового артилерійського обстрілу ворога зазнав поранень, несумісних з життям. Загинув 7 листопада 2022 року поблизу селища Білогорівка Сєверодонецького району Луганської області. Похований 11 листопада 2022 року в рідному селищі.

## Родина
У загиблого залишились дружина та два сини: Едуард — курсант Одеської військової академії й Тимофій (нар. 2019), а також батьки.

## Нагороди
- орден «За мужність» III ступеня (2022) — за особисту мужність і самовіддані дії, виявлені у захисті державного суверенітету та територіальної цілісності України, вірність військовій присязі[4].